# ポール・クック

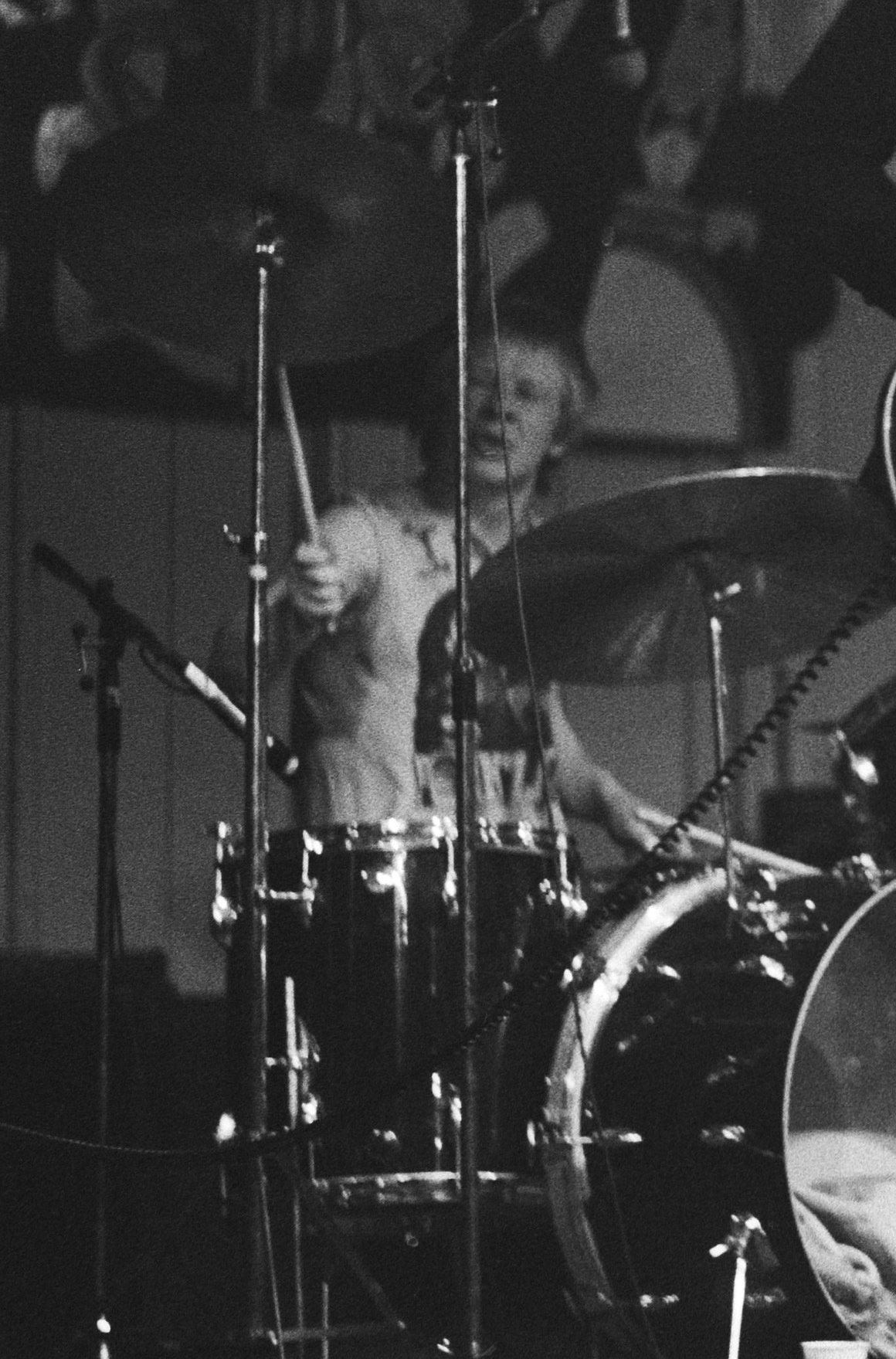
ポール・クック

ポール・クック(Paul Cook, 1956年7月20日 -  )は、イングランドのパンク・ロックバンド、セックス・ピストルズのドラマー。ロンドンのハマースミス出身。

## 来歴
親友のスティーヴ・ジョーンズとともにピストルズに参加。ピストルズが軌道に乗るまでは、やる気もなく、電気工事事業者の仕事に就こうと何度もバンドを脱退しかけた。
他のメンバーたちと違い生真面目な物静かな性格で、また彼の担当であったドラムにしても、「まるでローリング・ストーンズのチャーリー・ワッツもどきの単調さ」という評価もあった。マネージャーのマルコム・マクラーレンは、ピストルズのドキュメンタリー映画『ザ・グレイト・ロックンロール・スウィンドル』の中で、クックにドラムを担当させた理由として、「怖いもの知らずだが、いつも時間には几帳面。ビートを任せるにはうってつけのドラマーだ」と述べている。しかし、シングル「アナーキー・イン・ザ・UK」のレコーディングが難航して中断されていた時に、クリス・トーマスをプロデューサーに起用しようとメンバーに提案したのは彼である。
必然的にメンバーの中では目立つこともなく、ピストルズ解散後はジョーンズとプロフェッショナルズを結成し、行動をともにした。プロフェッショナルズは二つのアルバムリリース後、1982年に解散。その後は長年連れ添ってきたジョーンズと初めて別行動をとり、チーフ・オブ・リリーフを結成。一度来日している。しかし再結成したピストルズが1996年に初来日した時、彼自身はその前年にもエドウィン・コリンズのバックバンドのメンバーとして来日したのに、どのジャーナリストにも「初来日」としてインタビューされたのでショックを受けていた。
2007年現在は妻と娘と共にロンドンのシェパーズ・ブッシュに住み、エドウィン・コリンズのセッション・ミュージシャンなどとして活躍中である。